# Sipyloidea atricoxis
Sipyloidea atricoxis är en insektsart som först beskrevs av John Obadiah Westwood 1859.  Sipyloidea atricoxis ingår i släktet Sipyloidea och familjen Diapheromeridae. Inga underarter finns listade i Catalogue of Life.